# Ulukbek Zholdoshbekov
Ulukbek Zholdoshbekov (9 de febrero de 1996) es un luchador kirguís de lucha libre. Ganó una medalla de bronce en Campeonato Asiático de 2016. Campeón Asiático de Juniores de 2014.